# 오월비여
〈오뤌비여〉(五月雨よ 사미다레요[*])은 일본의 여성 아이돌 그룹 사쿠라자카46의 노래. 2022년 4월 6일에 사쿠라자카46의 네 번째 싱글로 소니 레코드에서 발매되었다.

## 개요
- 사쿠라자카46에 개명 후 전작인 〈유탄〉 발매 이후 6개월 만에 발매되는 네 번째 싱글이다.

### 내용주
1. ↑  케야키자카46 명의의 싱글 12번째(전달 한정 싱글을 포함)이다.